# Андерсон, Брук
Брук Викто́рия А́ндерсон (англ. Brooke Victoris Walker; 13 мая 1978, Саванна, Джорджия, США) — американская журналистка и телеведущая.

## Биография
Брук Виктория Андерсон родилась 13 мая 1978 года в Саванне (штат Джорджия, США). У Кейт есть брат и сестра. В 2002 году она окончила «University of Georgia».

## Карьера
Брук начала свою журналистскую карьеру в 2000 году. В июле того же года она присоединилась к «CNN». Андерсон работала для «omg! Insider», «Entertainment Tonight», «Showbiz Tonight».

## Личная жизнь
С 21 мая 2005 года Кейт замужем за Джеймсом Артуром Уокером-третьим. У супругов есть трое детей: две дочери, Кейт Виктория Уокер (род.05.05.2009) и Лили Джорджина Уокер (род.30.11.2013), и сын — Джеймс Артур Уокер-четвёртый (род.19.04.2016).